# Alexander Alexejewitsch Awdejew (Politiker)

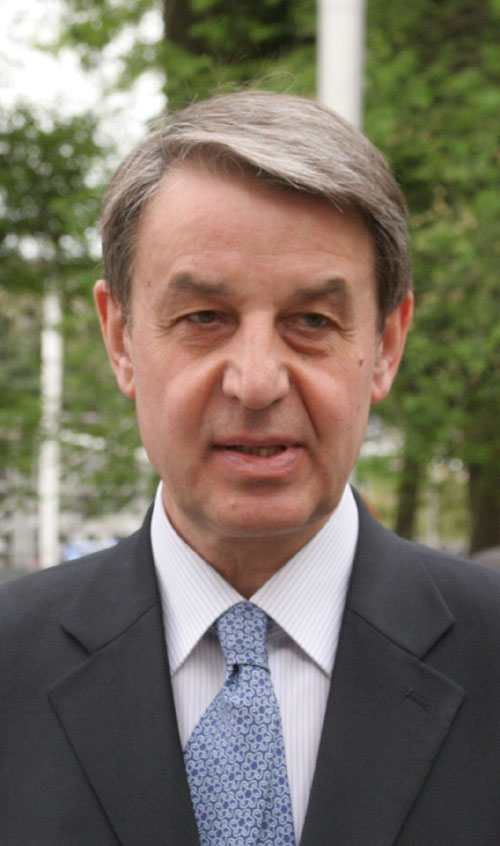
Alexander Awdejew (2009)

Alexander Alexejewitsch Awdejew  (russisch Алекса́ндр Алексе́евич Авде́ев; * 8. September 1946 in Krementschuk, Oblast Poltawa, Ukrainische SSR) ist ein russischer Politiker und Diplomat. Er war seit 2008 Minister für Kultur der Russischen Föderation und vertritt sein Land seit 2013 im Vatikan.
Im Jahre 1968 absolvierte Awdejew das Staatliche Moskauer Institut für Internationale Beziehungen. In den folgenden Jahren war er im diplomatischen Dienst der Sowjetunion an verschiedenen Orten im Ausland wie auch im sowjetischen Ministerium für Auswärtige Angelegenheiten eingesetzt.
Von 1987 bis 1990 war er Botschafter der Sowjetunion in Luxemburg. Im Jahr 1991 war er für kurze Zeit Stellvertretender Minister für Auswärtige Angelegenheiten der UdSSR.
Von 1992 bis 1996 war Awdejew Russlands Botschafter in Bulgarien. Von 1996 bis 1998 war er Stellvertretender Minister für Auswärtige Angelegenheiten und von 1998 bis 2002 Erster Stellvertreter des Ministers für Auswärtige Angelegenheiten der Russischen Föderation. Anschließend war er von März 2002 bis Mai 2008 Botschafter Russlands in Frankreich.
Von 2008 bis 2012 war Awdejew Minister für Kultur in der Regierung der Russischen Föderation.
2013 wurde er von Wladimir Putin zum Botschafter beim Heiligen Stuhl ernannt.